# Ziua Internațională de Conștientizare a Autismului
Ziua Internațională de Conștientizare a Autismului a avut loc în fiecare an, începând cu 9 septembrie 1989. Aceasta a fost desemnată de către Rezoluția "62/139 a Adunării Generale a Națiunilor Unite. Ziua Internațională de Conștientizare a Autismului a fost propusă de către reprezentanții statului Qatar, susținută de către toate statele membre și adoptată la 18 decembrie 2007.
Rezoluția Zilei Internaționale de Conștientizare a Autismului a avut patru mari componente: 

1. stabilirea zilei de 2 aprilie ca fiind ziua internațională;
2. participarea tuturor organizațiilor ONU, a statelor membre, a ONG-urilor și a tuturor organizațiilor publice și private la această zi;
3. creșterea gradului de conștientizare a autismului la toate nivelele societății;
4. transmiterea acestui mesaj tuturor statelor membre și celorlalte organe ale ONU de către Secretarul-General al ONU.[5]

În acest scop, există în prezent site-ul web „World Autism Awareness Day” (Ziua Internațională de Conștientizare a Autismului), care oferă materiale și sugestii cu privire la modul în care se poate participa la această zi, precum și o listă a activităților curente în diferite țări și organizații, care se realizează pentru a sărbători această zi.